# Cephisodotus

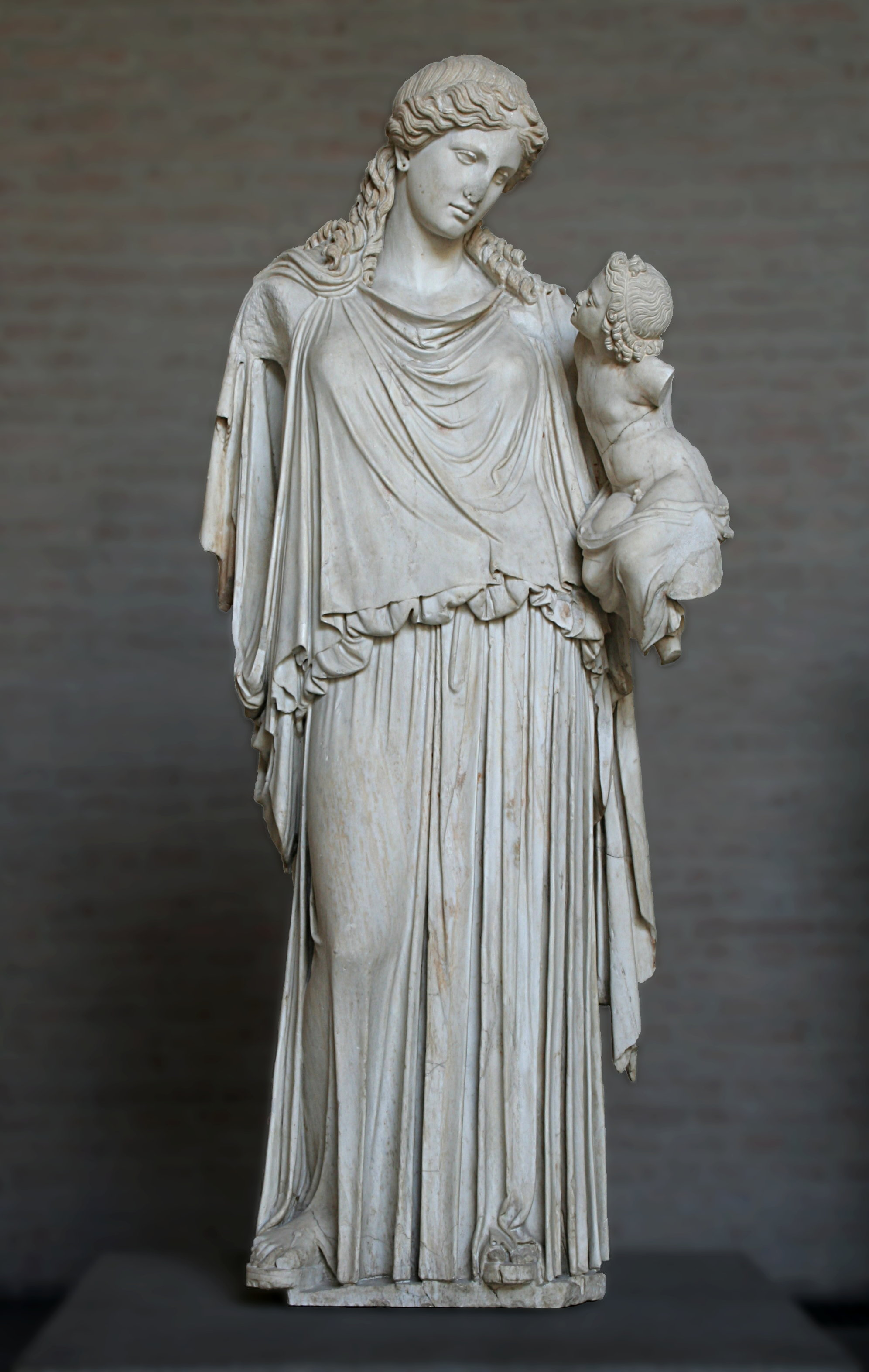
Beeld van Eirene gemaakt door Cephisodotus.

Cephisodotus (Oudgrieks: Κηφισόδοτος / Kephisodotos) was een Atheens beeldhouwer uit de eerste helft van de 4e eeuw v.Chr. Hij was de vader van Praxiteles, een ander groot beeldhouwer.
Cephisodotus was de schepper van het beeld van de Vrede (Eirene) die het kind Rijkdom (Ploutos) draagt, dat ca. 375-370 v.Chr. op de Atheense agora werd opgesteld, en ons bekend is door vele goede kopieën.
- Gemeinsame Normdatei: 132239949
- Virtual International Authority File: 13464649